# Corallorhiza bentleyi
Corallorhiza bentleyi là một loài thực vật có hoa trong họ Lan. Loài này được Freudenst. mô tả khoa học đầu tiên năm 1999.